# Rhypotoses strigifimbria
Rhypotoses strigifimbria är en fjärilsart som beskrevs av Walker 1862. Rhypotoses strigifimbria ingår i släktet Rhypotoses och familjen tofsspinnare. Inga underarter finns listade.